# Superliga 1992/93 (Türkei)
Die Saison 1992/93 war die erste Spielzeit der Superliga, der höchsten türkischen Eishockeyspielklasse. Meister wurde zum ersten Mal in der Vereinsgeschichte überhaupt Büyükşehir Belediyesi Ankara SK.

## Hauptrunde

### Modus
In der Hauptrunde absolvierte jede der sechs Mannschaften insgesamt fünf Spiele. Der Erstplatzierte der Hauptrunde wurde Meister. Für einen Sieg erhielt jede Mannschaft zwei Punkte, bei einem Unentschieden gab es ein Punkt und bei einer Niederlage null Punkte.

### Tabelle
|    | Klub                            | Sp | S | U | N | Tore  | Punkte |
| -- | ------------------------------- | -- | - | - | - | ----- | ------ |
| 1. | Büyükşehir Belediyesi Ankara SK | 5  | 5 | 0 | 0 | 51:10 | 10     |
| 2. | Mülkiye SK                      | 5  | 4 | 0 | 1 | 35:24 | 8      |
| 3. | Emniyet SK                      | 5  | 3 | 0 | 2 | 21:29 | 6      |
| 4. | Yükselis SK                     | 5  | 1 | 0 | 4 | 24:30 | 2      |
| 5. | İstanbul Paten SK               | 5  | 1 | 0 | 4 | 21:38 | 2      |
| 6. | Ankara Paten SK                 | 5  | 1 | 0 | 4 | 21:42 | 2      |

Sp = Spiele, S = Siege, U = Unentschieden, N = Niederlagen